# Milkha Singh
Milkha Singh (Lyallpur (nu in Pakistan), 17 oktober 1935 - Chandigarh, 18 juni 2021) bijgenaamd de 'Flyingh Sikh', was een atleet uit India. Hij vertegenwoordigde zijn land driemaal bij de Olympische Zomerspelen.

## Biografie

### Jeugd
Milkha Singh verloor zijn beide ouders, drie broers en een zuster tijdens de Deling van India (Partition). Zo'n 4000 mensen kwamen in zijn regio om het leven bij die moordpartij. Hij vluchtte de duisternis in en ging later met een trein vol vluchtelingen van Pakistan naar India. Hij was toen twaalf jaar.
Tijdens militaire dienst werd hij atleet en nam met groot succes deel aan 200 en 400 m races.
In 1958 won hij goud op de Gemenebestspelen in Cardiff, Wales. Hij had toen, als sikh, een baard en lang haar, en werd meteen beroemd. In diezelfde periode werd hem gevraagd om deel te nemen aan een wedstrijd in Pakistan, waar hij veel gemengde gevoelens over had, maar het zou diplomatieke onrust geven als hij weigerde, dus hij ging. Hij won en kreeg daar zijn bijnaam: 'Flying Sikh'.

### Olympische Spelen 1960
Het dichtst bij een olympische medaille kwam Milkha Singh in 1960. Hoewel hij vlak voor de Olympische Spelen van 1960 in Rome op een gedeelde zevende plaats op de wereldranglijst stond, zagen sommige atletiekexperts hem toch als een van de voornaamste kanshebbers op olympisch goud vanwege enkele kort ervoor geleverde prestaties.
Aanvankelijk leek hij deze verwachtingen ook waar te gaan maken. In zijn serie werd Singh in 47,6 s tweede, waarna hij dit in de tweede ronde in 46,5 herhaalde. En ook in zijn halve finale finishte hij als tweede, in 45,9 ditmaal en nog steeds leek het hem heel gemakkelijk af te gaan. In de finale ging Singh er, samen met de in de buitenbaan gestarte Duitser Manfred Kinder, als een pijl uit de boog vandoor en op 250 meter leken alle overige deelnemers verslagen. Singh maakte daarop de fout van zijn leven door te menen even wat gas terug te moeten nemen. Het was koren op de molen van de traag gestarte Amerikaan Otis Davis, die langszij kwam en vervolgens in korte tijd een aanzienlijke voorsprong nam. Een felle eindspurt van de Duitser Carl Kaufmann, die nog bijna voor Davis eindigde, zorgde ervoor dat beiden het wereldrecord met drie tiende seconde bijstelden tot 44,9. De Zuid-Afrikaan Mal Spence kwam op het laatste rechte eind ook nog voorbij Singh, die als vierde in 45,6 (naderhand elektronisch 'vertaald' tot 45,73) weliswaar zijn PR aanscherpte, maar met lege handen huiswaarts keerde.

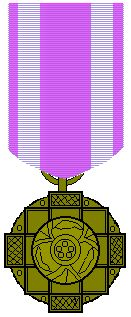
Padma Shri

Nooit eerder was een atleet uit India zo dicht bij een olympische medaille geweest als in die race.

### Overstap
Nadat hij stopte met hardlopen, ging hij golf spelen en haalde een single handicap. Ook werkte Milkha Singh voor de overheid om sport te ontwikkelen.
Milkha Singh woont in Zuid Punjab, India, met zijn vrouw Nirmal. Hun zoon Jeev is professional golfer. Vader en zoon zijn onderscheiden met de Padma Shri wegens hun betekenis voor sport in India.
De Indiase filmmaker Rakeysh Omprakash Mehra gaat een bio-pic over Singh maken. De voormalige atleet verkocht in 2010 de rechten over zijn levensverhaal voor één Indiase roepie aan de regisseur.

## Persoonlijke records
| Onderdeel | Prestatie | Jaar |
| --------- | --------- | ---- |
| 200 m     | 20,7 s    | 1960 |
| 400 m     | 45,73 s   | 1960 |

## Palmares

### 200 m
- 1956: 4e in serie OS - 22,3 s
- 1958:  Aziatische Spelen in Tokio

### 400 m
- 1956: 4e in serie OS - 47,9 s
- 1958:  Aziatische Spelen
- 1958:  Gemenebestspelen
- 1960: 4e OS - 45,6 s
- 1962:  Aziatische Spelen in Jakarta

### 4 x 400 m
- 1964: 4e in serie OS - 3.08,8

## Film
In 2013 werd een film over zijn leven gemaakt. Op 12 juli was de première van 'Bhaag Milkha Bhaag'.
- Gemeinsame Normdatei: 1067340254
- World Athletics: 14348698
- International Standard Name Identifier: 0000 0004 2032 1741
- Library of Congress Control Number: nb2013021648
- Nationale bibliotheek van Australië: 53966790
- Trove: 1540756
- Virtual International Authority File: 305365499
- WorldCat: E39PBJhddVBpjv46x8vDfmxRrq